# Balsfjord
Balsfjord este o comună din provincia Troms, Norvegia. Centrul administrativ este orașul Storsteinnes, iar Nordkjosbotn este un alt oraș la celălalt capăt al fiordului. Comuna se întinde pe două fiorduri Malangen și Balsfjorden, înconjurate cu ferme relativ bogate sub vârfurile lanțului muntos Lyngen.